# Внутричерепное кровоизлияние
Внутричерепное кровоизлияние — кровоизлияние в полости черепа. Является серьёзной патологией, требующей неотложной медицинской помощи, так как излившаяся в полость черепа кровь вызывает повышение внутричерепного давления, что может привести к повреждению нервной ткани, нарушению её кровоснабжения и дислокации структур головного мозга (с риском вклинения в большое затылочное отверстие).

## Этиология
Внутричерепное кровоизлияние развивается при повреждении кровеносного сосуда в полости черепа в результате травмы или по иным причинам (например, вследствие разрыва артериальной аневризмы). Терапия антикоагулянтами и нарушения свёртываемости крови повышают риск развития внутричерепного кровоизлияния.

## Диагностика
Компьютерная томография — метод выбора в диагностике внутричерепных кровоизлияний.

## Классификация
Внутричерепные кровоизлияния условно делятся на интрааксиальные и экстрааксиальные. Кровоизлияние относится к локальной мозговой травме (то есть повреждающей головной мозг не диффузно). По размерам различают малые (до 50 мл), среднего объёма (51 — 100 мл) и большие (более 100 мл) гематомы.

### Интрааксиальные кровоизлияния
Интрааксиальное кровоизлияние — кровоизлияние в пределах головного мозга. К этой категории относятся внутрипаренхиматозное кровоизлияние (кровоизлияние в ткань мозга) и внутрижелудочковое кровоизлияние (кровоизлияние в желудочковую систему), типичное у недоношенных детей. Интрааксиальные кровоизлияния более опасны и хуже поддаются лечению, чем экстрааксиальные.

### Экстрааксиальные кровоизлияния
Экстрааксиальные кровоизлияния — кровоизлияния в полости черепа, но снаружи головного мозга. Различают три их подтипа:
- Эпидуральная гематома — травматическая гематома между твёрдой мозговой оболочкой (наиболее поверхностной) и черепом. Может быть обусловлена разрывом артерии причиненным переломом черепа, как правило средней оболочечной. Этот тип кровоизлияния крайне опасен в связи с поступлением крови из артериальной системы под большим давлением, что вызывает скорое (в течение минут, часов) повышение внутричерепного давления. Однако, этот тип кровоизлияния наименее распространён и наблюдается в 1 %-3 % случаев черепно-мозговых травм. В течение эпидуральных гематом выделяется период потери сознания, который сменяется «светлым промежутком», после чего наступает резкое ухудшение состояния (рвота, беспокойство, нарушение сознания), вызванное сдавлением мозга. В большинстве случаев требует хирургического удаления.
  - КТ головного мозга демонстрирует поверхностную гематому двояковыпуклой формы.

- Субдуральная гематома развивается при разрыве мостиковых вен в субдуральном пространстве между твёрдой и паутинной мозговыми оболочками в результате перелома черепа или ушиба, её объём нарастает в течение нескольких часов.
  - При КТ головного мозга выявляется поверхностная гематома вогнутой (серповидной) формы.
  - При наличии существенной компрессии мозга показана краниотомия с удалением гематомы. Компрессия головного мозга сопровождается дислокацией и вторичной ишемией, очаговой (соответствующей локализации) и общемозговой симптоматикой.

- Субарахноидальное кровоизлияние развивается между паутинной и мягкой мозговыми оболочками в субарахноидальном пространстве. Как и внутримозговое кровоизлияние, может быть обусловлено как травмой, так и повреждением сосуда (в области аневризмы или артериовенозной мальформации).
  - При КТ-исследовании кровь выявляется в бороздах и/или заполняет арахноидальные цистерны (наиболее часто — супраселлярную, в связи с прохождением через неё артерий виллизиева круга и их ветвей). Классическими симптомомами субарахноидального кровоизлияния являются остро возникшая головная боль (напоминающая «удар по голове»), тошнота, повторная рвота, часто наступает утрата сознания. Этот тип кровоизлияния требует срочной консультации нейрохирурга, иногда с проведением экстренного оперативного вмешательства.

#### Дифференциальный диагноз
| Тип гематомы       | Эпидуральная | Субдуральная                                                          |
| ------------------ | --- | --------------------------------------------------------------------- |
| Локализация        | Между черепом и твёрдой мозговой оболочкой | Между твёрдой мозговой и паутинной оболочками                         |
| Повреждённый сосуд | Теменновисочная область (наиболее часто) — средняя менингеальная артерия Лобная область — передняя решётчатая артерия Затылочная область — поперечный или сигмовидный синусы Вертекс — верхний сагиттальный синус | Мостиковые вены                                                       |
| Симптоматика       | Светлый промежуток с последующей утратой сознания | Постепенно нарастающая головная боль, возможен эпизод потери сознания |
| КТ-картина         | Двояковыгнутая линза | Серповидная форма                                                     |